# Eugenio Mena
Eugenio Esteban Mena Reveco (Viña del Ma, 1988. július 18. –) chilei válogatott labdarúgó.

## Pályafutása

### Klubcsapatban
Mena a Santiago Wanderers akadémiáján nevelkedett, majd 2008-ban bemutatkozott a chilei másodosztályban. 2009. október 11-én szerezte első gólját a San Marcos de Arica ellen.
2010 júliusában aláírt az Universidad de Chile csapatához, mintegy 500 000 dolláros átigazolási díj ellenében. Első itt töltött idényében kevés lehetőséget kapott, de Jorge Sampaoli érkezését követően a 2011-es szezontól Mena alapembere lett a csapatnak. Az idény végén Copa Sudamericanát és chilei bajnokságot nyert a klub játékosaként.
2013 júliusában a brazil Santos szerződtette. Alapembere volt a csapatnak, így a Santos 2014. június 5-én játékjoga fennmaradó részét is megvásárolta a Universadtól. 2015. január 14-én szabadon igazolhatóvá vált, miután feljelentette klubját, akik nem fizették ki a szerződésében foglalt bérét. Tíz nappal később aláírt a Cruzeiróhoz.

### A válogatottban
2010-ben mutatkozott be a chilei válogatottban, amellyel részt vett a 2014-es labdarúgó-világbajnokságon. A tornán négy mérkőzésen lépett pályára. Tagja volt a 2015-ös és a 2016-os Copa América-győztes válogatottnak is. 

## Sikerei, díjai
Universidad de Chile
- Chilei bajnok (1): 2011 Apertura, 2011 Clausura, 2012
- Chilei kupagyőztes (1): 2012–13
- Copa Sudamericana győztes (1): 2011

## Külső hivatkozások
- Eugenio Mena a national-football-teams.com honlapján